# 和龙市
和龙市（中国朝鲜语：／ Hwaryong si */?），是中国吉林省延边朝鲜族自治州下辖的一个县级市，位于延边州南部，长白山东麓，图们江上游北岸，东部和东南部与龙井市相连，西部和西北部与安图县接壤，南部隔着图们江与朝鲜民主主义人民共和国咸镜北道和两江道相望。和龙市总面积5069平方公里，人口21万余人，其中朝鲜族人口有11万余人，占总人口的53.5%。:64
和龙市是图们江和海兰江的发源地，有着“长白山下金达莱，最美中朝边境线”的美誉。和龙国际半程马拉松赛是国家体育总局批准的中国首个县级城市承办的国际马拉松赛事，也是吉林省首个国际马拉松赛事。

## 历史
1902年12月（清光绪二十八年）在和龙峪设分防厅，隶属于延吉厅:65。1910年4月（清宣统二年）将和龙峪分防厅改为和龙县，归吉林省东南路分巡兵备道管辖。和龙镇旧名“三道沟”或“忠信场”，是1920年韩国独立运动领袖金佐镇和李范奭指挥的抗日武装战争“青山里战役”的发生地。20世纪30年代，和龙镇成为中国共产党的主要活动据点之一:65。1930年5月26日，和龙头道镇龙门村在“红五月斗争”中成立了中国东北地区首个苏维埃政权“药水洞苏维埃政府”:99。1952年9月3日，延边朝鲜族自治区成立后，和龙县成为延边下属的5县之一:98。1956年，正式设立和龙镇:65。1993年7月经国务院批准，和龙县改为县级市:99。

## 人口
根据(吉林省)延边朝鲜族自治州第七次全国人口普查公报显示：和龙市常住人口为117087人，年龄结构中0-14岁占比8.29%，15-59岁占比62.51%，60岁以上占比29.2%，65岁以上占比19.16%。
全市总人口21万余人，其中朝鲜族人口有11万余人，占总人口的53.5%。:64

## 行政区划
下辖3个街道、8个镇：
民惠街道、光明街道、文化街道、八家子镇、福洞镇、头道镇、西城镇、南坪镇、东城镇、崇善镇、龙城镇、和龙林业局、八家子林业局和和龙市林业局。
- 街道办事处：文化街道（문화가도）、民惠街道（민혜가도）、光明街道（광명가도）。
- 镇：头道镇（두도진）、八家子镇（팔가자진）、福洞镇（복동진）、西城镇（서성진）、南坪镇（남평진）、龙城镇（룡성진）、东城镇（동성진）、崇善镇（숭선진）。

## 交通
- 334国道过境。

## 旅游资源

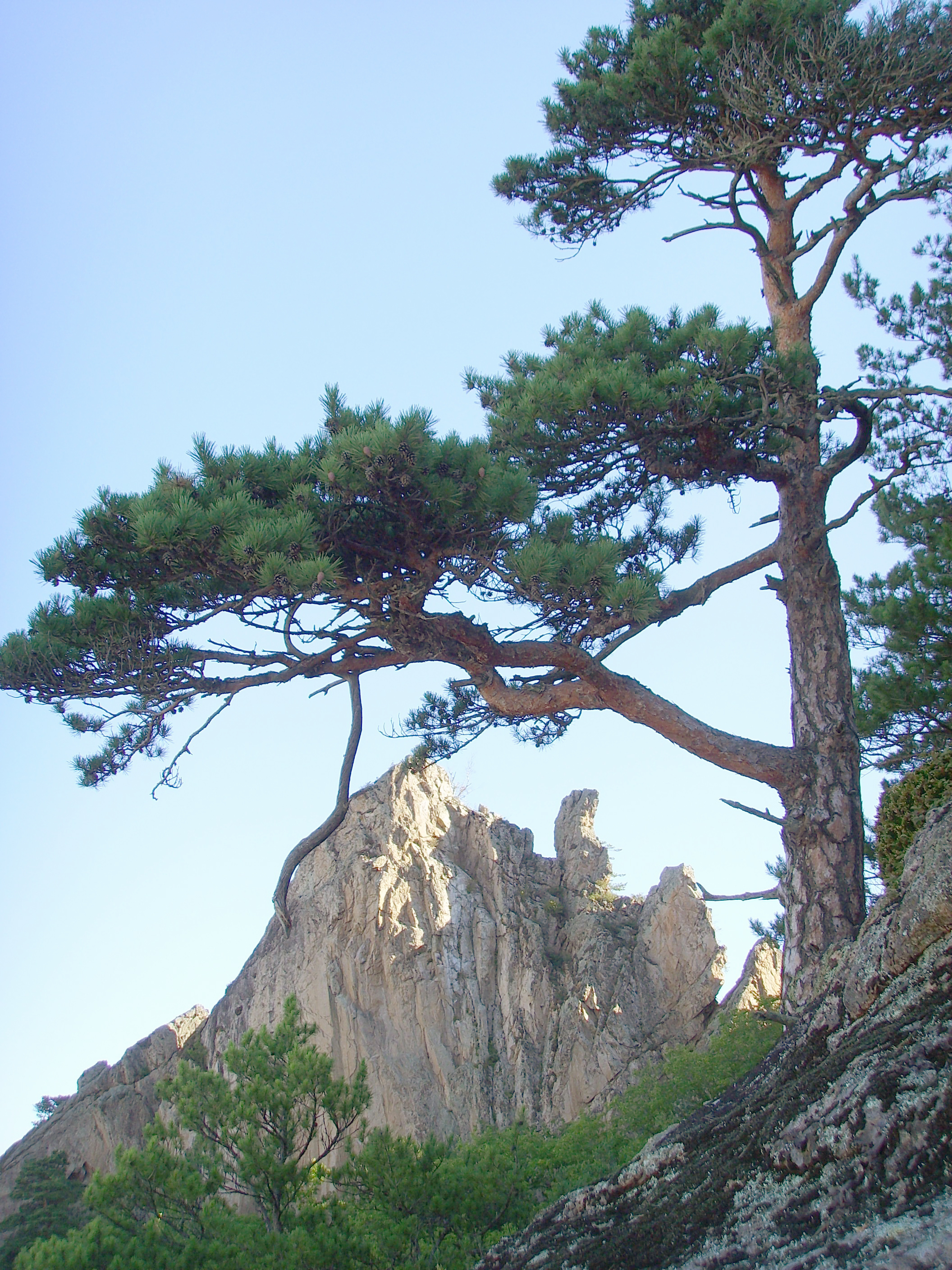
仙景台迎客松

仙景台国家级风景名胜区位于和龙市南坪镇，与朝鲜民主主义人民共和国隔江相望。仙景台自古就有“诸仙游乐的天下第一仙景”的美誉，景区群峰雄伟壮丽，直冲云霄，以奇峰、奇岩、奇松、奇花、奇瀑、云海日出闻名。:317-318
和龙市拥有仙峰国家森林公园和图们江江源国家森林公园两个国家森林公园。:323-324
和龙市内有西古城和河南屯古城（俗称“虚莱城”）两座渤海城址。其中，西古城是渤海中京显德府的遗址，布局与东京城、八连城相同。1982年，被列为吉林省重点文物保护单位。:327-328位于和龙市头道镇龙海村西龙头山上的龙头山古墓群是渤海墓葬遗址。其中包括渤海第三代君主大钦茂第四女贞孝公主夫妻合葬墓:329。
此外，长白山沿图们江边境旅游也日趋繁荣。:67